# Alessandra Ambrosio
Alessandra Corine Ambrósio (Erechim, 11 aprile 1981) è una supermodella brasiliana.
È famosa per essere stata dal 2004 al 2017 una delle testimonial di Victoria's Secret.

## Biografia
È nata in una città nel Sud del Brasile, nella regione del Rio Grande do Sul, da genitori brasiliani di origine italiana da parte di padre (il nonno paterno è di Padova), e polacca da parte di madre. All'età di undici anni, grazie alla chirurgia estetica, si è fatta correggere le orecchie a sventola che le procuravano complessi e disagi psicologici.
Tra il 2008 e il 2018 è stata sentimentalmente legata a Jamie Mazur, imprenditore californiano; la coppia ha avuto due figli, nati rispettivamente nel 2008 e nel 2012.

## Carriera

### Modella
I primi passi nel mondo della moda li ha mossi, nel 1996, nel contesto del concorso Elite Model Brasil - Look of the Year, concorso che non vinse ma al cui termine venne messa sotto contratto per un anno dall'agenzia di moda Elite. Il suo primo vero lavoro è stato quello di posare per la copertina della versione brasiliana del mensile femminile Marie Claire, e poco dopo, è stata scelta come testimonial per la campagna Millennium di Guess? del 2004. Nello stesso anno fu scelta da Jaques Olivar per la campagna di Rocco Barocco insieme, tra le altre, alla collega Natal'ja Vodjanova. È stata poi testimonial per Revlon e Victoria's Secret.

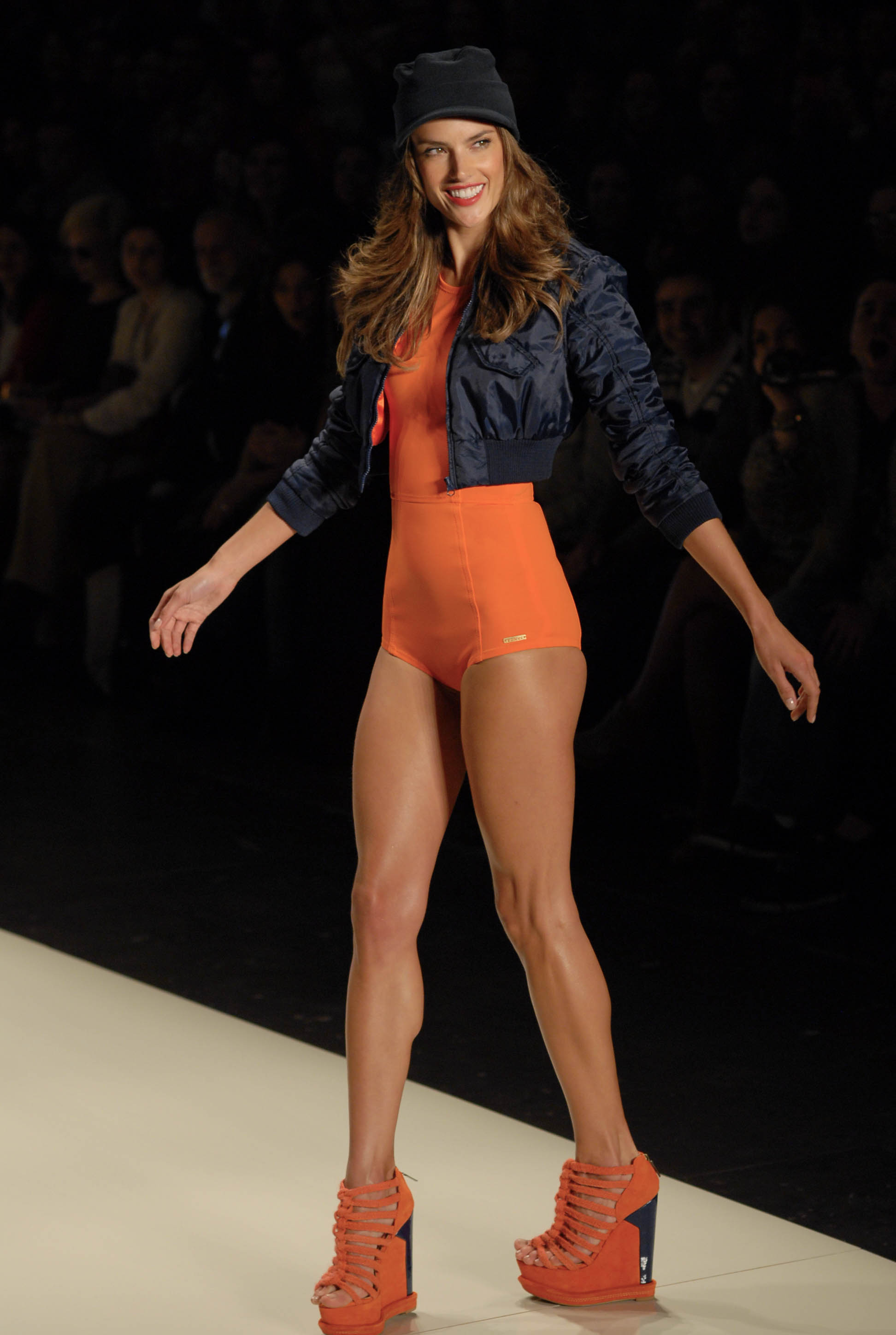
Alessandra Ambrosio nel 2011, in passerella nel corso della settimana della moda di San Paolo.

Ambrosio è apparsa sulle passerelle internazionali la prima volta nel 2002 continuando negli anni successivi. Nonostante venga spesso identificata con Guess?, lei è molto di più di una Guess Girl: ha infatti posato per le copertine di Elle, Wallpaper e Harper's Bazaar. Nel 2003 è tra le protagoniste del Calendario Pirelli, fotografata da Bruce Weber. Per quanto riguarda le passerelle ha sfilato per Laura Biagiotti, Christian Lacroix, Byblos, Fendi, Issey Miyake, Kenzo, Christian Dior, Nicole Miller, e Oscar de la Renta. Ha inoltre firmato contratti per i cosmetici Revlon, Gap, Calvin Klein, e Giorgio Armani. Nel 2011 è apparsa nella campagna pubblicitaria di Dolce & Gabbana, ispirata alla tradizione femminile siciliana, con le colleghe Izabel Goulart, Isabeli Fontana e Maryna Linchuk.
Grazie alla sua bellezza, nel 2003 si è posizionata all'83º posto nella classifica delle 100 donne più sexy del mondo stilata dalla rivista FHM. Il sito web AskMen.com l'ha invece classificata al 6º posto nella Top 99 Women of 2007, e al 2º in quella del 2008. L'anno dopo la rivista Forbes l'ha nominata come la quinta modella più pagata al mondo. L'anno successivo è testimonial di Moschino per la campagna autunno/inverno e viene riconfermata da Forbes la quinta modella pagata al mondo con un compenso di cinque milioni di dollari. Nel 2011 è protagonista della campagna colcci autunno/inverno 2011/2012 insieme ad Ashton Kutcher.
Nel 2012 ha preso parte alla cerimonia di chiusura dei Giochi della XXX Olimpiade di Londra, nel segmento dedicato al Brasile. Diventa testimonial insieme alla figlia Anja del marchio London Fog, e nello stesso anno Forbes la nomina sesta modella più pagata al mondo, con un guadagno di 6.6 milioni di dollari. Nel 2013 diventa testimonial del famoso brand di valigeria Rimowa insieme all'attore hollywoodiano Johannes Huebl. L'anno successivo è una della protagoniste del Calendario Pirelli, e viene scelta come testimonial di Pinko per la campagna primavera/estate. Nel marzo 2014 lancia la sua linea di abbigliamento Ále by Alessandra realizzata in collaborazione con Cherokee.
Nel luglio 2014 Forbes la include nuovamente nella classifica delle top model più pagate dell'anno, in ottava posizione, con un guadagno lordo di circa 5 milioni di dollari, ex aequo con la statunitense Hilary Rhoda. Nello stesso anno viene scelta da Replay come testimonial dei Jeans hyperflex accanto ad alcuni giocatori del Barcellona, ossia Gerard Piqué, Luis Suárez, Andrés Iniesta, Ivan Rakitić e Neymar. Nel 2015 viene nominata da Forbes l'ottava modella più pagata, con un guadagno di 5 milioni di dollari, ex aequo con le modelle Candice Swanepoel, Karlie Kloss e Lara Stone. Nel dicembre dello stesso anno è la cover girl dell'edizione statunitense di Maxim, mentre nel febbraio 2016, sempre negli Stati Uniti, appare sulla copertina di GQ accanto al calciatore Cristiano Ronaldo.
Nel 2016 diventa testimonial del marchio italiano di calzature Cesare Paciotti per la campagna primavera/estate del brand, mentre nel mese di luglio è tra le protagoniste del videoclip del singolo M.I.L.F. $ di Fergie. Nel mese di agosto viene scelta, insieme alla collega Adriana Lima, dal network radiotelevisivo statunitense NBC, per raccontare le Olimpiadi 2016 realizzando un Best of Rio de Janeiro per parlare di moda, cibo e cultura; e viene inserita, dalla rivista Forbes, al nono posto fra le modelle più pagate, con un guadagno di 5 milioni di dollari, ex aequo con le modelle Doutzen Kroes e Kate Moss. Nello stesso anno il suo patrimonio viene stimato a 60 milioni di dollari. Nell'ottobre 2019 posa sulla copertina di GQ Middle East insieme al calciatore Mohamed Salah, eletto Uomo dell'anno dalla rivista: gli scatti hanno suscitato critiche da parte del mondo islamico, che li ha definiti osceni.

#### Victoria's Secret

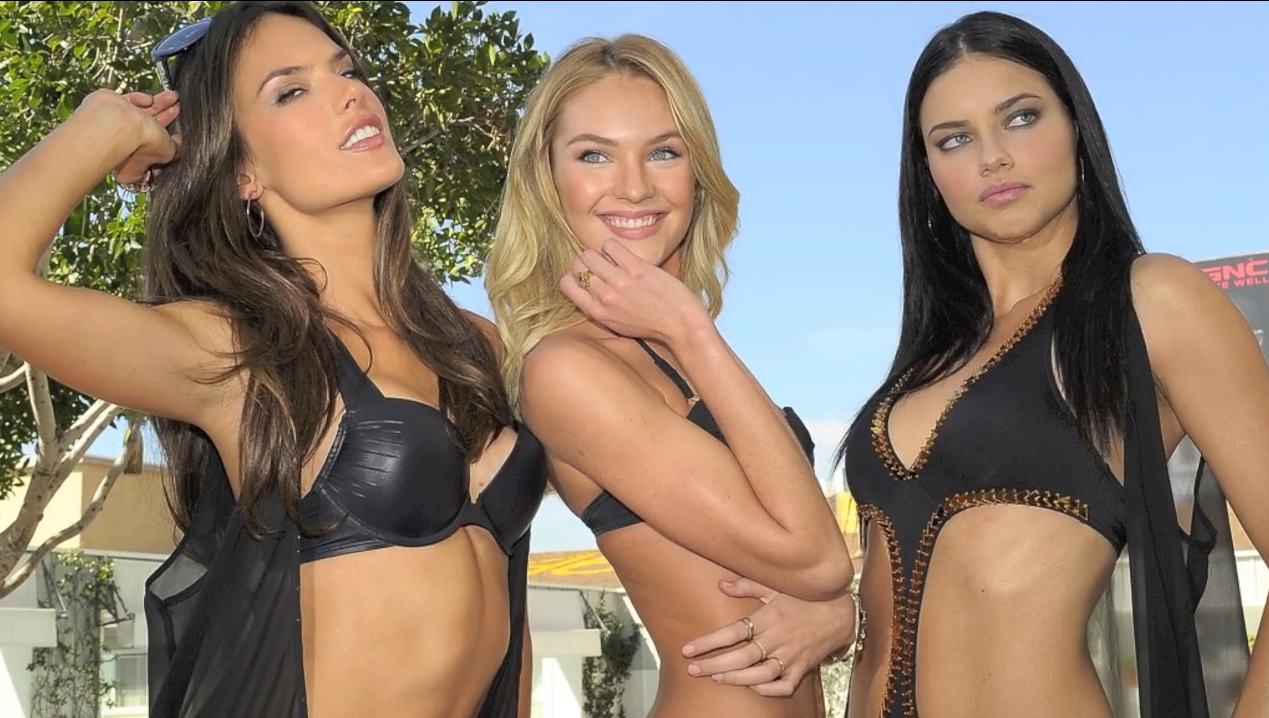
Ambrosio con Candice Swanepoel e Adriana Lima – alcune delle Victoria's Secret Angels – nel 2011

La sua prima sfilata per Victoria's Secret è avvenuta nel 2000. Nel 2004 oltre a diventare una Victoria's Secret Angels, viene selezionata per essere la prima spokesmodel della linea Pink, fino al 2006. Nel frattempo, nel 2005 sfila al Victoria Secret Fashion Show con lingerie realizzata interamente con caramelle, mentre nel 2008 sfila a tre mesi dalla nascita della sua prima figlia, e ha aperto lo show l'anno successivo. In precedenza, nel 2004 è una dei cinque "angeli" a partecipare al tour Angels Across America accanto a Tyra Banks, Heidi Klum, Gisele Bündchen, e Adriana Lima. Nel 2007, insieme agli altri "angeli", riceve una stella sulla Hollywood Walk of Fame di Los Angeles. Nel 2009 è stata scelta per aprire l'annuale sfilata.
Nel novembre 2011 sfila al Victoria's Secret Fashion Show con un paio di ali create dal designer australiano Manik Mercian, realizzate con 105 000 cristalli Swarovski incastonati su una struttura placcata in oro a 24 carati. L'anno successivo partecipa nuovamente allo show indossando il Floral Fantasy Bra, dal valore di 2,5 milioni di dollari, completamente ricamato a mano con oltre 5.200 gemme, tra cui ametiste, zaffiri, rubini e brillanti, e oro giallo e rosa 18 carati, e al centro della decorazione un diamante da 20 carati. Ripete l'esperienza nel 2014, anno in cui per la prima volta Victoria's Secret decide di creare due Dreams Angel Fantasy Bra nelle varianti di rosso e blu, quello indossato da Ambrosio è realizzato con 16 000 rubini incastonati su una montatura di oro 18 carati. L'altro, realizzato con zaffiri, viene indossato da Adriana Lima, entrambi i Fantasy Bra sono stati creati dal gioielliere Pascal Mouawad e hanno un valore di 2 milioni di dollari ciascuno. Nel 2016 prende parte allo spot, realizzato dalla casa di moda per il Super Bowl, in cui viene ricreata una partita di football, accanto alle modelle Adriana Lima, Taylor Hill, Elsa Hosk e Jasmine Tookes. Nel novembre 2017 annuncia il suo addio alla casa di moda dopo 17 anni di collaborazione, e di cui è stata "angelo" per tredici anni.

### Attrice
Nel 2006 appare in un cameo nel film Casino Royale con Daniel Craig.
Nel 2015 entra nel cast del film Tartarughe Ninja - Fuori dall'ombra, diretto da David Green, dov'è a fianco di Megan Fox, Stephen Amell e William Fichtner. Sempre nello stesso anno recita nella soap opera brasiliana Verdades Secretas, nel ruolo della top model Samia.

## Agenzie
- IMG - Parigi, Londra, New York, Milano
- Viva Model Management - Barcellona
- Way Model Management - San Paolo
- Priscilla's Model Management - Sydney

## Filmografia

### Cinema
- Casino Royale, regia di Martin Campbell (2006) – cameo
- Daddy's Home, regia di Sean Anders e John Morris (2015)
- Tartarughe Ninja - Fuori dall'ombra (Teenage Mutant Ninja Turtles: Out of the Shadows), regia di Dave Green (2016)
- Daddy's Home 2, regia di Sean Anders (2017)

### Televisione
- Entourage – serie TV, episodio 3x13 (2007)
- How I Met Your Mother – serie TV, episodio 3x10 (2007)
- Gossip Girl – serie TV, 1 episodio (2010)
- New Girl – serie TV, episodio 3x14 (2014)
- Verdades Secretas – telenovela (2015)

### Videoclip
- M.I.L.F. $ - Fergie (2016)